# 太陽の子 (2020年のテレビドラマ)
『太陽の子』（たいようのこ、英語: GIFT OF FIRE）は、NHK総合、NHK BS4K、NHK BS8Kにて終戦75年目の2020年8月15日に放送された日本のテレビドラマ。「国際共同制作 特集ドラマ」として制作され、第二次世界大戦末期に京都大学で行われた核分裂エネルギーを用いた新型爆弾の開発（F研究）において、原子物理学の研究に没頭する1人の若手研究者が戦争という時代の波に翻弄されていく姿を史実に基づいて描く。作・演出は黒崎博、主演は柳楽優弥。
「8Kドラマ」としてNHK BS8Kにて2020年7月11日に先行放送された他、同年7月18日の三浦春馬の死去後、三浦が出演した未公開作品のうち初めて放送されたものである。
テレビドラマ版とは異なる視点で描いた映画版が2021年8月6日に公開された。なお、本作が三浦が出演した作品の中で最後に公開される作品となる。

## 製作
作・演出を手掛けた黒崎博が約10年前に仕事で訪れた広島の図書館で、ふと目に留まった『広島県史』という資料集を開き、収録されていた京都大学で原子物理学を専攻する若き科学者の日記の残片を目にし、そこに何気ない言葉で綴られた、科学に情熱を注ぐ若者の当時最先端の学問・原子物理学に対する憧れと兵器転用への葛藤、一方で今日何を食べたか、どんな人が好きかといった等身大の青春に心を揺さぶられ、「この若者たちの物語を形にしたい」と思い立つ。
日本海軍より原子爆弾開発の依頼を受けて京都帝国大学（現・京都大学）理学部教授・荒勝文策の研究室で行われた「F号研究」の実話に基づくフィクションとして『神の火』（英語: Prometheus' Fire）のタイトルで執筆されたシナリオは、「サンダンス・インスティテュート / NHK賞」の2014-2015NHK推薦作品となり、2014年8月の脚本ワークショップでの改稿を経て翌2015年の「サンダンス・インスティテュート / NHK賞2015」にNHK推薦作品として出品され、「スペシャル・メンション賞（特別賞）」を受賞。その後、『太陽の子』（英語: GIFT OF FIRE）と改題され、10年以上もの構想の末に戦後75年目にあたる2020年のテレビドラマ化、翌2021年の映画化に至った。
国際共同制作により、国内外から参加した多数のスタッフが科学と戦争というテーマに国籍問わず議論を重ね、8Kの最新映像技術を用いて映像化されている。

## あらすじ
第二次世界大戦の末期を迎え、海軍から京都帝国大学の物理学研究室へ核分裂のエネルギーを利用した新型爆弾の開発の命令が密かに下される。
研究者たちは日本を救うべく核エネルギーの研究に取り組む一方で、兵器開発を進めるべきかを巡って葛藤する。研究好きの学生・石村修も核爆弾開発の実験を重ね、一方で建物疎開で家を失った幼なじみの朝倉世津、戦地から一時帰還した弟の裕之との同居生活につかの間の平安を得る。
新型爆弾の開発は遅々として進まず、研究者たちは次第に研究の継続に疑念を抱き始める。やがて裕之の戦地への赴任が決まった矢先に、広島市への原子爆弾投下の一報が届く。広島へと赴いた研究者たちは、焦土と化した広島の街を目の当たりにする。

## 登場人物

### 主要人物
石村修
演 - 柳楽優弥
京都帝国大学の学生。原子物理学を志す。実験に夢中で周囲が見えなくなることから「実験バカ」と呼ばれる。
密かに幼なじみの世津に思いを寄せている。
朝倉世津
演 - 有村架純
修と裕之の幼なじみ。軍の紡績工場で働く。
建物疎開で家を失い、修の家に居候する。
石村裕之
演 - 三浦春馬
修の弟。陸軍士官として出征し、肺の療養のため、一時帰還する。
修と同じく、世津に想いを寄せている。
澤村
演 - イッセー尾形
京都・五条坂の陶器屋「釜いそ」の主人。
釉薬として用いる硝酸ウランを提供する。
朝倉清三
演 -  山本晋也
世津の祖父。
世津と二人暮らしだが、建物疎開により、世津とともに修の家の離れで暮らし始める。
荒勝文策
演 - 國村隼
京都帝国大学理学部教授で、日本における原子物理学の権威。
海軍より新型爆弾開発の依頼を受ける。
石村フミ
演 - 田中裕子
修と裕之の母。
軍人の夫を亡くし、女手一つで2人の息子を育てる。

### その他の人物
- 木戸貴一 - 三浦誠己
- 岡野真三 - 宇野祥平
- 清田薫 - 尾上寛之
- 花岡喜一 - 渡辺大知
- 堀田茂太郎 - 葉山奨之
- 村井正史 - 奥野瑛太

## スタッフ（テレビドラマ版）
- 作・演出 - 黒崎博（NHK制作局）
- 音楽 - ニコ・ミューリー
- 制作統括 - 土屋勝裕（NHK制作局）、浜野高宏（NHK編成局）、山岸秀樹（NHK広島局）
- プロデューサー - コウ・モリ（ELEVEN ARTS）、佐野昇平（KOMODO Productions）
- ラインプロデューサー - 小泉朋
- VFX - オダイッセイ
- 音楽編集 - ミツコ・アレクサンドラ・ヤベ
- 国際共同制作 - ELEVEN ARTS Studios、KOMODO Productions
- 制作著作 - NHK

## 関連番組
- 「太陽の子」に挑む〜撮影現場の記録〜（2020年8月6日 12:20 - 12:45、NHK総合〈中国地方〉 / 8月8日 9:00 - 9:25、NHK総合〈全国〉）[17][18]
  - 2か月におよぶ撮影の舞台裏を記録したメイキング。
  - 出演 - 柳楽優弥、有村架純、三浦春馬、三浦誠己、宇野祥平、尾上寛之、渡辺大知、葉山奨之、奥野瑛太、國村隼
  - 語り - 二階堂和美
- 原子の力を解放せよ 〜戦争に翻弄された核物理学者たち〜（2020年8月16日 22:00 - 23:50、NHK BS1） [19] [20] [21]
  - 京都帝国大学の荒勝文策研究室で行われた原子核物理学の基礎研究と原爆研究に関する、当時の科学者の日記や新発見の資料をもとに科学者たちの思いを綴ったドキュメンタリー[3]。
  - 出演 - 吉川晃司[3]
  - 語り - 中條誠子[20][21]
  - 声 - 野島昭生、松本保典、目黒光祐[20][21]
  - 国際共同制作 - NHK / Spiegel TV [20][21]

## 作品の評価
「核物理学者たちが『お国のため』という大義名分ではなく、核分裂によって発生する美しい光に魅せられたり、教授の語る夢に感化されながら核開発に邁進していくのがリアルで恐ろしかった」との評を受け、また「純朴さと狂気を併せ持った主人公を演じる柳楽優弥の演技力、対照的な三浦春馬の端正さと有村架純の強さ、田中裕子の凄みも素晴らしかった」と演者の演技も評価され、2020年8月度ギャラクシー賞月間賞を受賞した。
一方で本作の時代考証に対し、NHK大河ドラマなど数々の作品で時代考証を手掛けた同局シニア・ディレクターの大森洋平は、石村裕之の帰郷シーンについて陸軍下士官であるはずの裕之が「陸軍の下士官兵用の軍服を着ているのに、何故か襟章が将校たる『少尉』のもの」であり「下士官兵なら銃剣、将校なら軍刀を左腰に吊らなければいけないのに、どちらもない丸腰」だった、京都帝大の学生たち小銃を担ぎ行進する出征シーンについても「昭和19年（1944年）以降、学生たちは個別に出征したはずであり、同時期に入隊する場合でも、小銃を担いで行進したりはしなかった」ことから「昭和18年（1943年）東京、神宮での学徒出陣壮行会のイメージを間違って理解したもの」である、として疑問を呈している。

### 受賞歴
- 第58回ギャラクシー賞 テレビ部門奨励賞（2020年度）[25]

## 映画版
国際共同制作映画として、テレビドラマ版とは異なる視点で描かれ、2021年8月6日に公開された。

### キャスト（映画版）
- 石村修：柳楽優弥
- 朝倉世津：有村架純
- 石村裕之：三浦春馬
- 澤村：イッセー尾形
- 朝倉清三：山本晋也
- アルベルト・アインシュタイン（声）：ピーター・ストーメア
- 木戸貴一：三浦誠己
- 岡野真三：宇野祥平
- 清田薫：尾上寛之
- 花岡喜一：渡辺大知
- 堀田茂太郎：葉山奨之
- 村井正史：奥野瑛太
- 澤村はな：土居志央梨
- 荒勝文策：國村隼
- 石村フミ：田中裕子

### スタッフ（映画版）
- 監督・脚本：黒崎博
- 音楽：ニコ・ミューリー
- 主題歌：福山雅治「彼方で」（アミューズ / ユニバーサルJ）[27][28]
- プロデューサー：コウ・モリ、土屋勝裕、浜野高宏
- エグゼクティブプロデューサー：井上義久、山口晋、佐野昇平、森田篤、松井智、有馬一昭、東原邦明
- 共同プロデューサー：山岸秀樹、松平保久、淺見朋子
- ラインプロデューサー：小泉朋
- 撮影：相馬和典
- 照明：鈴木岳
- 録音：弦巻裕
- 美術：小川富美夫
- 衣装：宮本茉莉
- ヘアメイク：永江三千子
- スクリプター：天池芳美
- 助監督：柿田裕左
- 制作担当：篠宮隆浩
- キャスティング：おおずさわこ
- 編集：大庭弘之
- サウンドデザイン：マット・ヴォウレス
- カラリスト：アロン・ピーク
- VFXスーパーバイザー：オダイッセイ
- 助成：文化庁文化芸術振興費補助金（映画創造活動支援事業）独立行政法人日本芸術文化振興会
- 配給：イオンエンターテイメント
- 宣伝：KICCORIT
- 制作：KOMODO PRODUCITONS
- Presented by ELEVEN ARTS STUDIOS、NHK
- 製作：「太陽の子」フィルムパートナーズ

### 受賞歴（映画版）
- アウェアネス映画祭2021 長編映画部門 審査員グランプリ[29]
- 第1回京都映画賞 作品賞[30]